# Cyrtococcum
Genre
Cyrtococcum est un genre de plantes monocotylédones de la famille des Poaceae, sous-famille des Panicoideae, originaire des régions tropicales de l'Ancien Monde, qui compte 14 espèces acceptées.
Les espèces rattachées à ce genre regroupent des plantes herbacées, annuelles ou vivaces, parfois stolonifères, dont les tiges (chaumes) peuvent atteindre 100 cm de long, et aux inflorescences en panicules.
Certaines espèces sont cultivées comme plantes fourragères, d'autres sont des mauvaises herbes significatives des cultures .

## Liste d'espèces
Selon The Plant List (7 juillet 2018) :
- Cyrtococcum bosseri A.Camus
- Cyrtococcum capitis-york B.K.Simon
- Cyrtococcum chaetophoron (Roem. & Schult.) Dandy
- Cyrtococcum deccanense Bor
- Cyrtococcum deltoideum (Hack.) A.Camus
- Cyrtococcum fuscinode (Steud.) A.Camus
- Cyrtococcum humbertianum A.Camus
- Cyrtococcum longipes (Hook.f.) A.Camus
- Cyrtococcum multinode (Lam.) Clayton
- Cyrtococcum nossibeense A.Camus
- Cyrtococcum oxyphyllum (Steud.) Stapf
- Cyrtococcum patens (L.) A.Camus
- Cyrtococcum tamatavense A.Camus
- Cyrtococcum trigonum (Retz.) A.Camus